# Ebed
Ebed (szlovákul Obid) község Szlovákiában, a Nyitrai kerületben, az Érsekújvári járásban.

## Fekvése
Ebed Párkánytól 6 km-re nyugatra, a Duna bal partjának közelében fekszik. Ebed mellett ömlik a Dunába a Muzslai-patak, melyhez itt csatlakozik az Ebedi-csatorna. A falutól 1,5 kilométerre északra halad a Párkány-Komárom közötti 63-as országút, melyről két leágazáson is megközelíthető. A községhez tartozik a burkolt úton csak Párkányból megközelíthető Ebedi puszta (Obidská pustatina).
Nyugatról Muzsla, északról Kőhídgyarmat, keletről Párkány, délkeletről Esztergom, délről Tát, délnyugatról pedig (néhány száz méteren) Nyergesújfalu határolja. Déli határát a Duna alkotja, mely egyben államhatár is. A községterület északi részén keresztülhalad a Párkány-Érsekújvár közötti 509-es út és a Pozsony-Budapest vasútvonal is.

## Élővilága

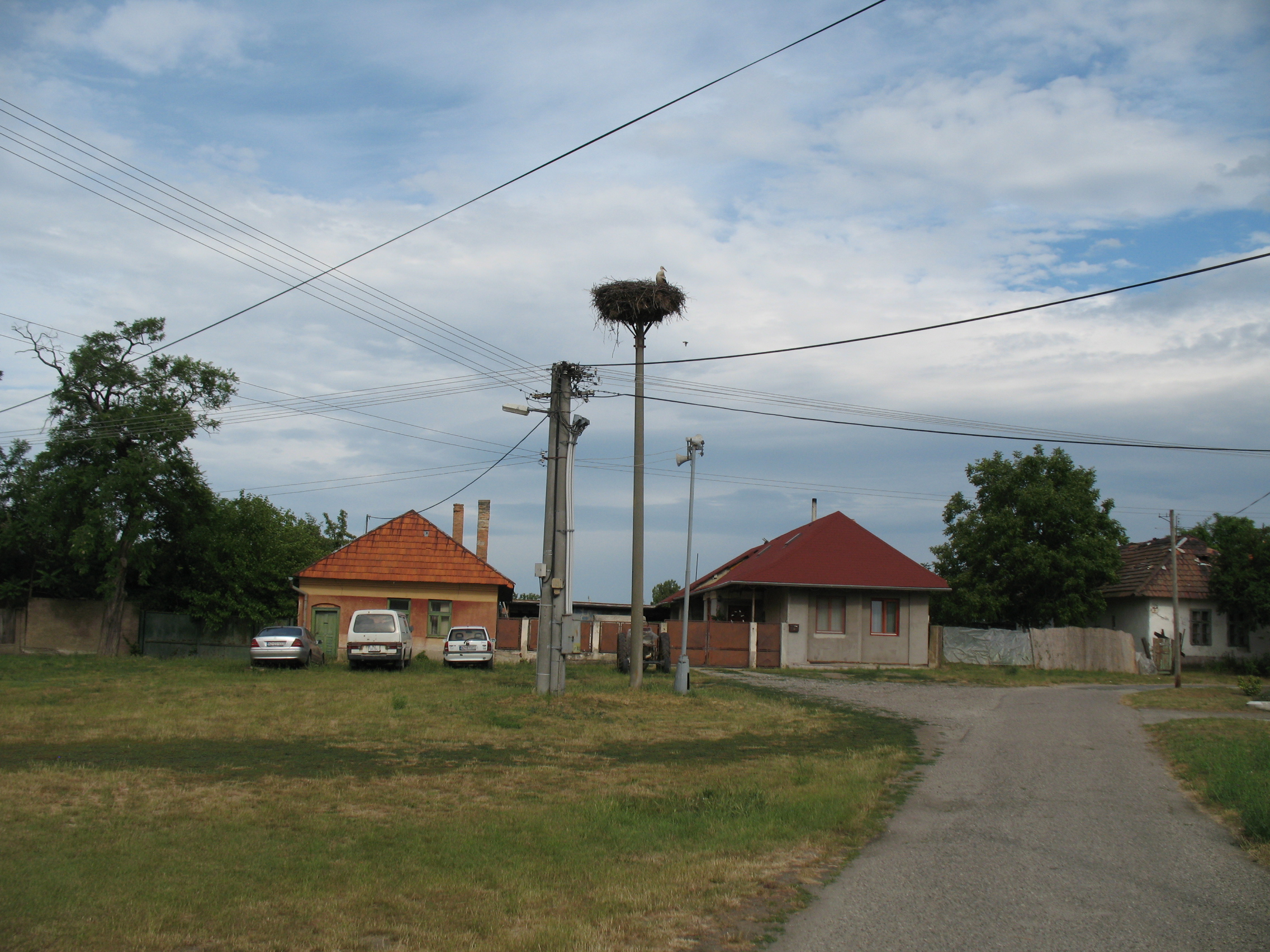
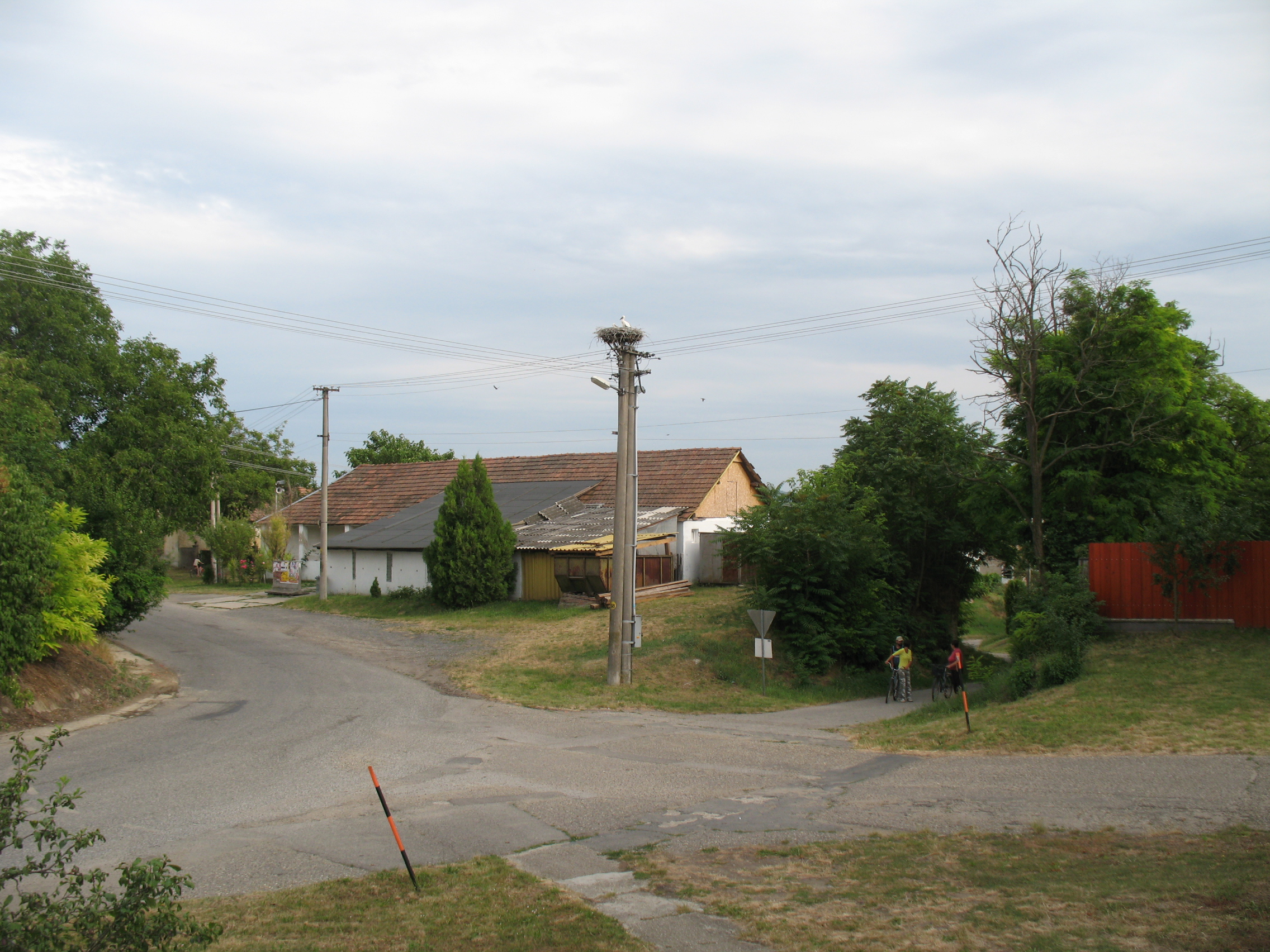
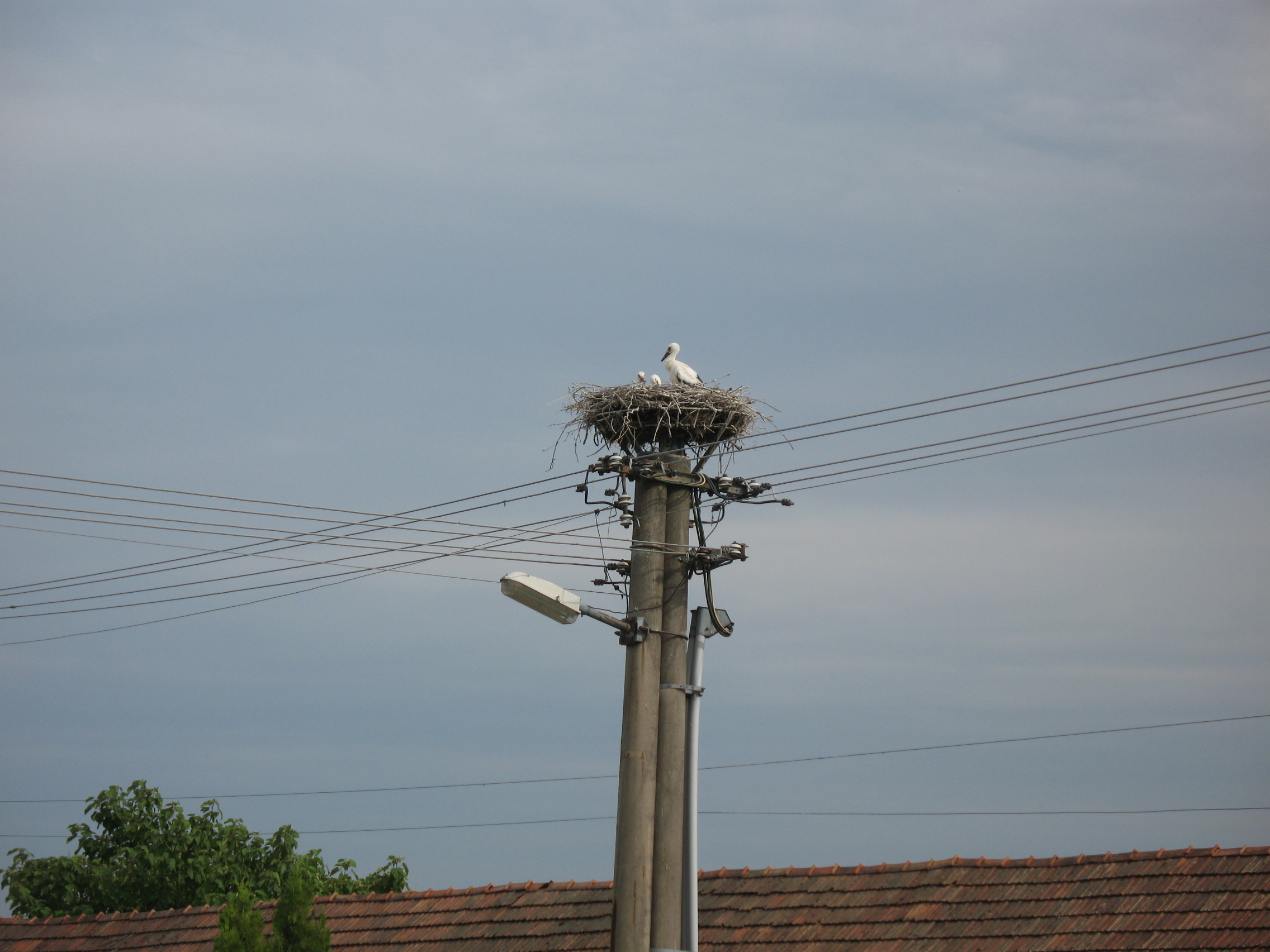
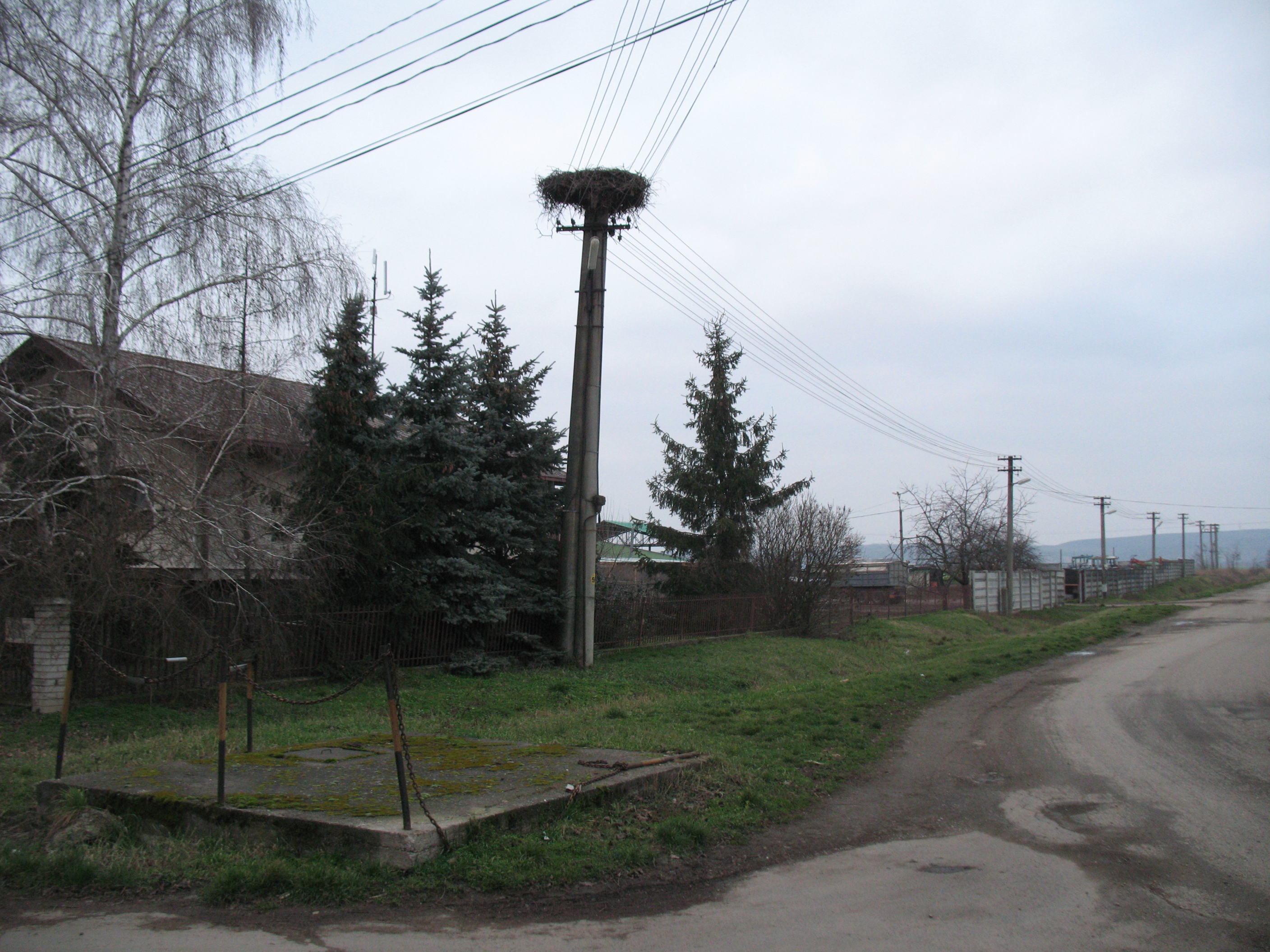
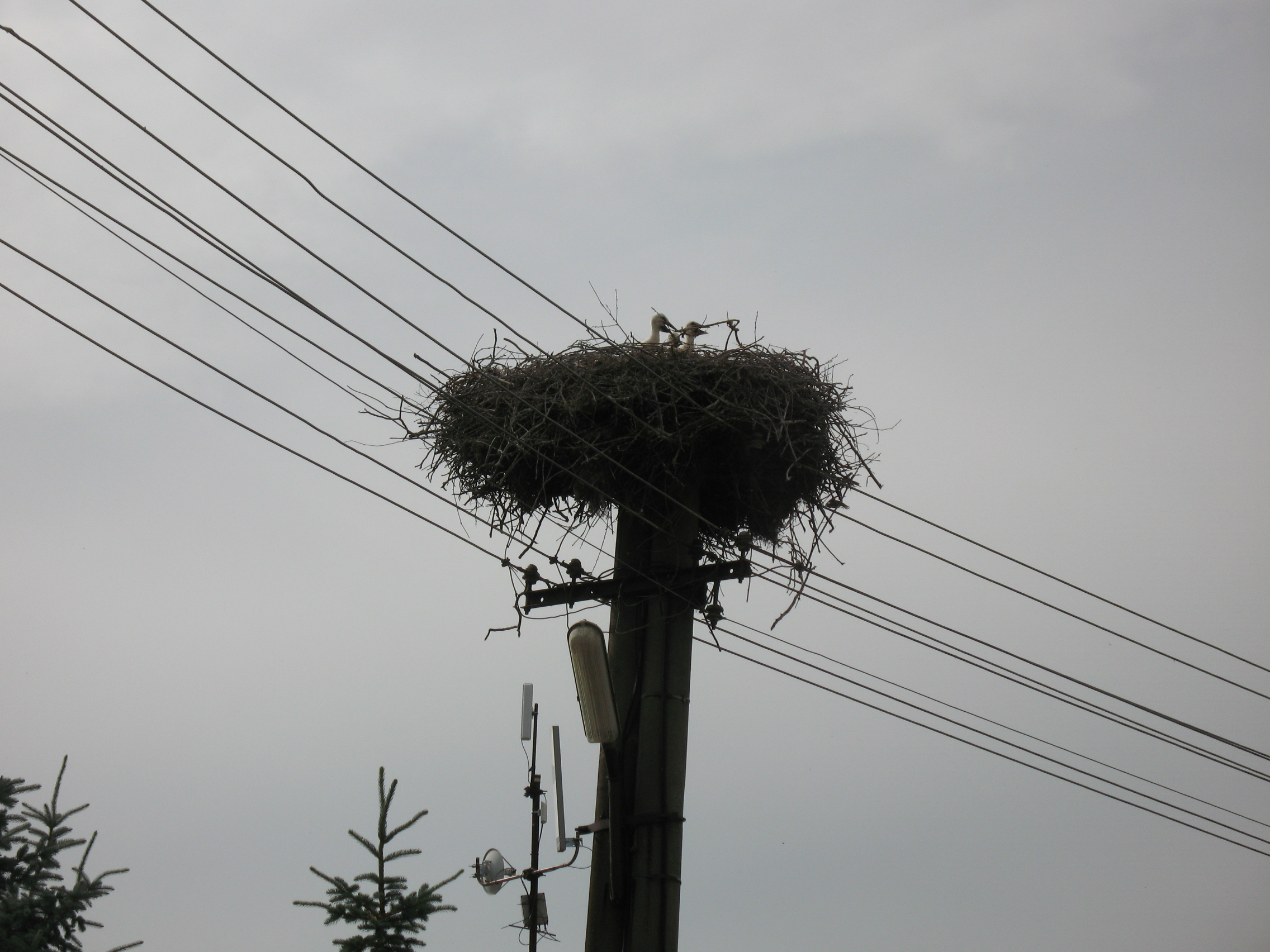
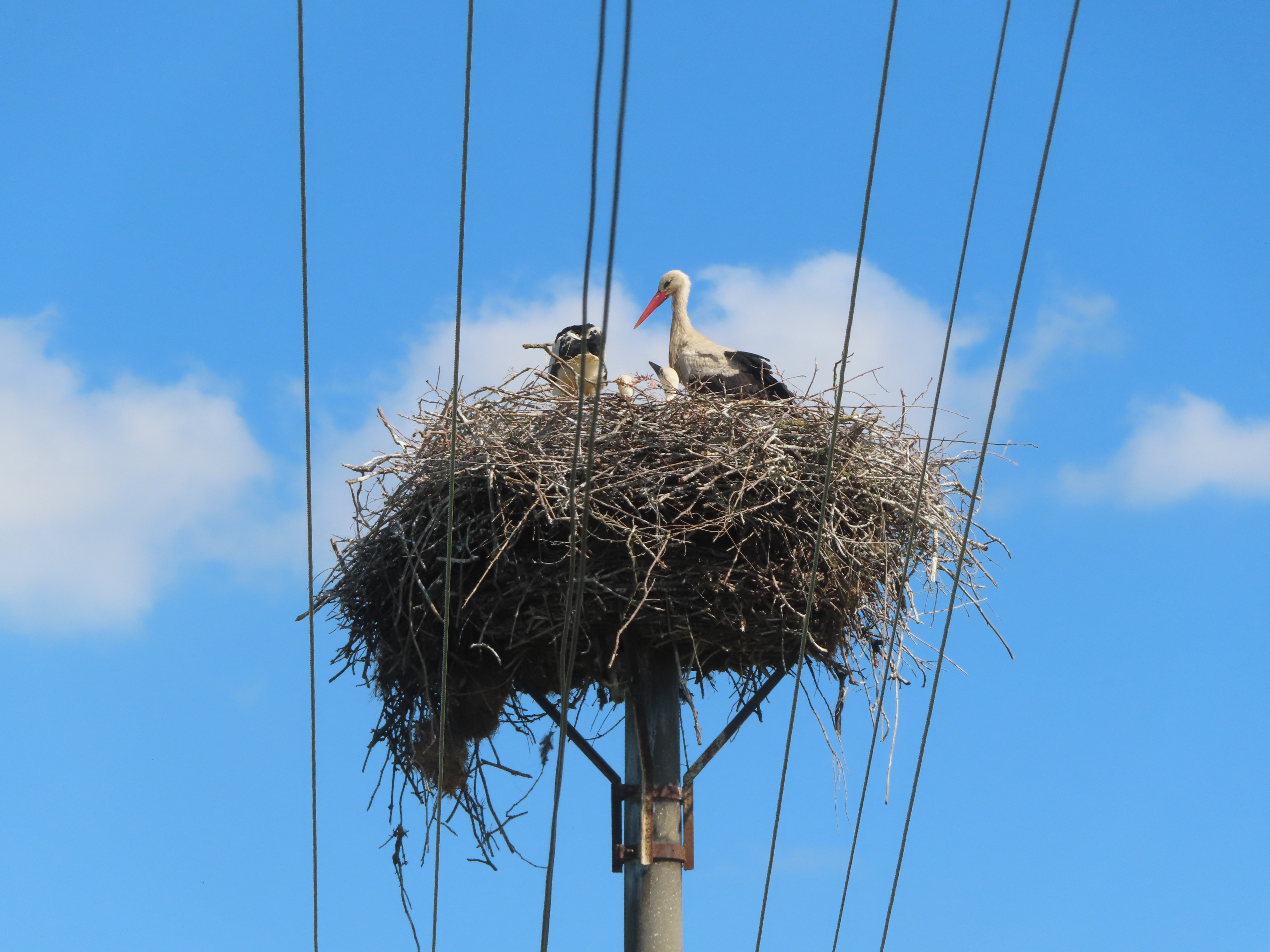
2024
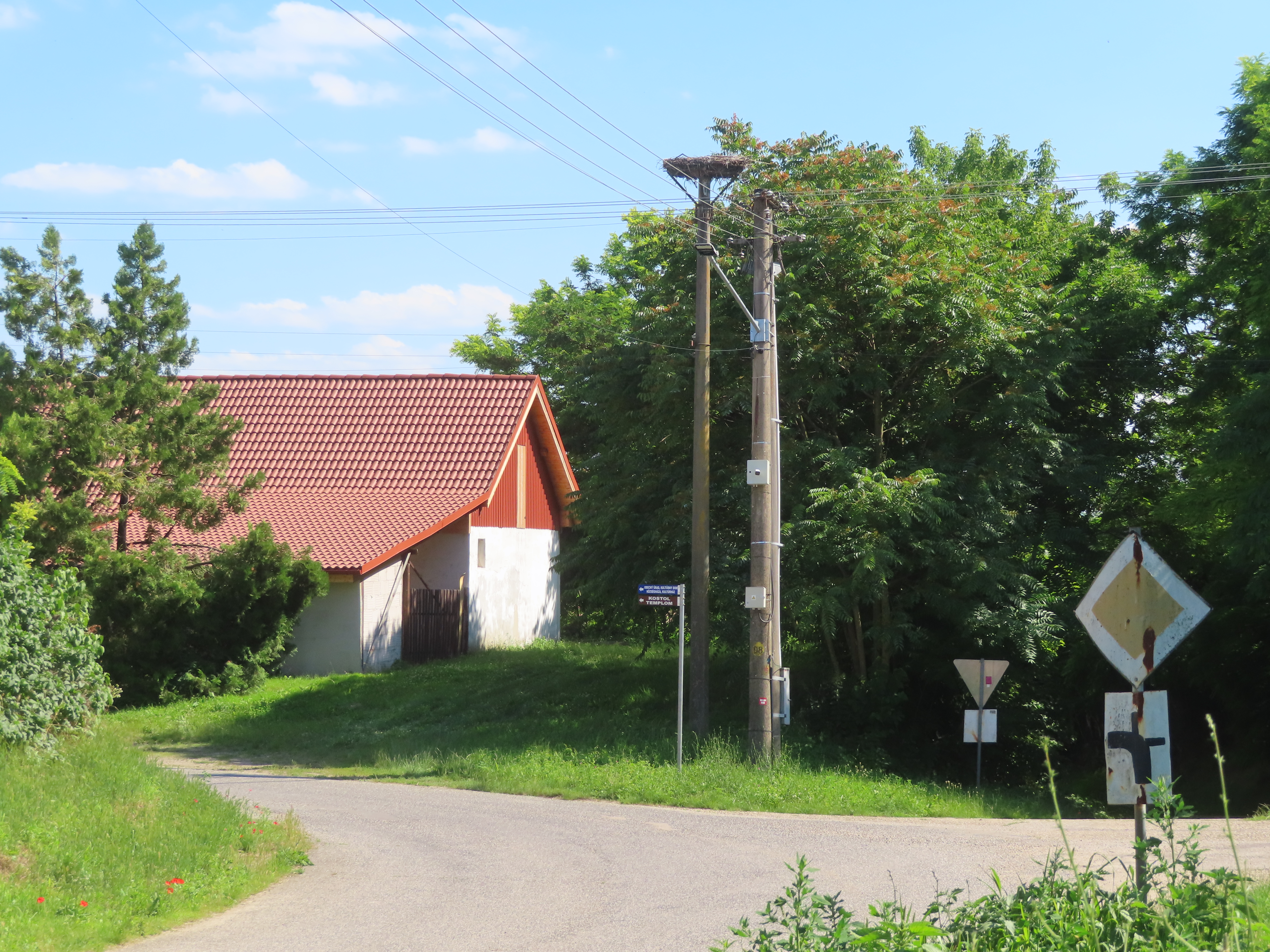
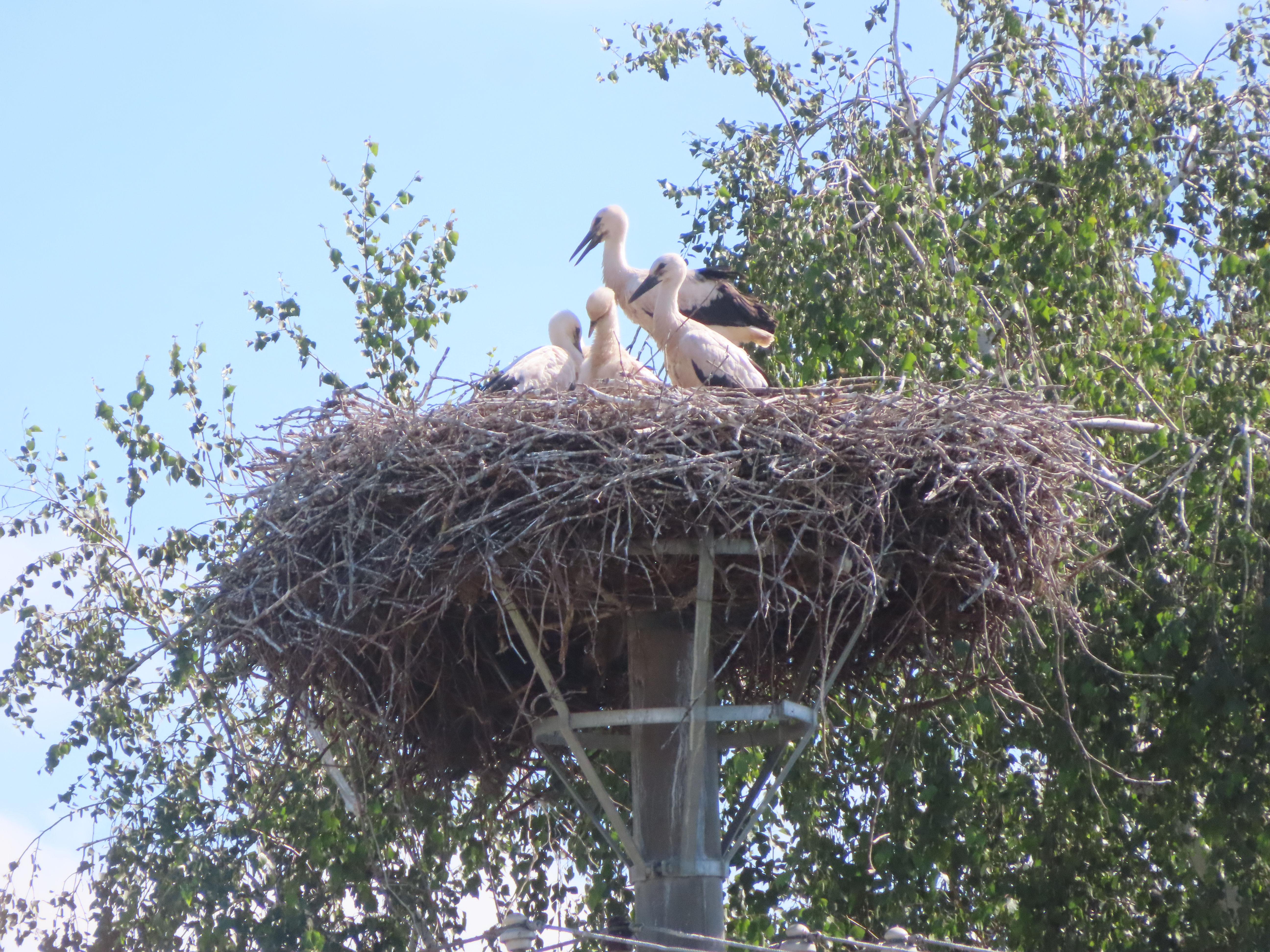
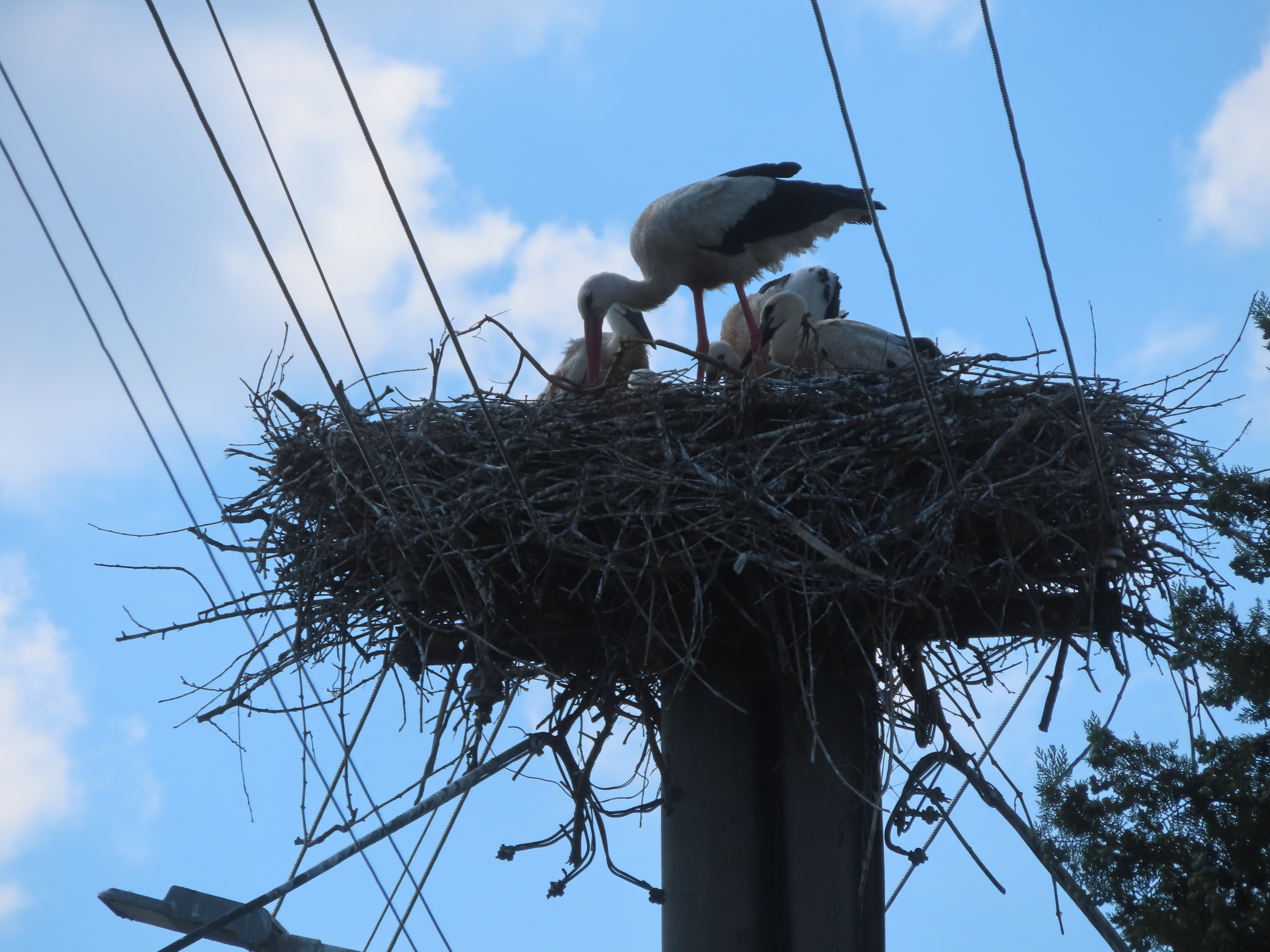

A faluban 4 gólyafészket tartanak nyilván. Az adatok szerint háromban nagy költések voltak 2013-ban és 2014-ben, a negyediket 2023-ban építették és 2024-ben ebben is volt költés.

## Története
A régészeti leletek tanúsága szerint a község területén már a bronzkorban is éltek emberek, de találtak temetőket az Avar Kaganátus korából és a 11–12. századból is.
A község első említése 1237-ből származik, ekkor birtokosa az esztergomi káptalan volt, amely még II. András királytól kapta adományként. A község azonban nyilvánvalóan sokkal korábbi alapítású. A 12. század második felében már állt temploma, amely 1560 körül pusztult el. Neve 1337-ben a nyitrai káptalan előtt tett birtokegyezségben is előfordul. 1397-ben Ebed felső részén a Duna mellett az esztergomi káptalan viza és tokhalászó birtokát említik. 1438-ban Albert király oklevelében megerősíti a káptalant birtokaiban. Esztergomnak, mint az akkori Magyar Királyság egyik legjelentősebb városának és prímási székhelynek közelsége a falu fejlődésére is kedvezően hatott. A 16. században azonban a sorozatos török támadások miatt hanyatlásnak indult.
1570-ben a falu két részből, Nagyebedből és az akkor lakatlan Kisebedből (Köl víz) állt. 1593-ban elfoglalta a török, de 1609-ben már az esztergomi érsekség birtoka. 1664-ben 50 háztartás volt a faluban. A török elleni harcok következtében elnéptelenedett, 1696-ban pusztaként említik és később is csak Faluhely megnevezéssel szerepel. A 18. század elején újratelepült, de a kuruc harcok miatt lakossága a korábbinak csak töredéke volt. 1715-ben 41, 1720-ban 39 háztartás található a községben. A későbbiekben a káptalannak köszönhetően ismét fejlődésnek indult, melyet csak az 1831. évi kolerajárvány akasztott meg. 1848-49-ben a Komárom és Vác környéki harcok miatt többször volt hadszintér a község területe. 1876-ban nagy árvíz, 1888-ban pedig tűzvész sújtotta.
Vályi András szerint "EBED. Magyar falu Esztergom Vármegyében, földes Ura az Esztergomi Káptalanbéli Uraság, lakosai katolikusok, fekszik Párkánytól fél óránnyi meszszeségre, Nána, és Muzsla faluknak szomszédságokban, Szentegyházát néhai Illyés Jánós, volt Esztergomi Káptalanbéli Úr építette, és SZENT ISTVÁN tiszteletére szenteltetett. Helybéli Pap (Localis Capellanus) rendeltetett ide 1786. esztendőben. Határja néhol középszerű, de néhol jó termékenységű, fája kevés, legelője elég, szőleje számos, vagyonnyainak eladására alkalmatossága Esztergomban, és a’ Dunán; de mivel legelőjének, ’s réttyeinek is egy rész elöntetik, második Osztálybéli."
Fényes Elek szerint "Ebed, Esztergom most Komárom vm. magyar falu, közel a Dunához. Esztergomtól nyugotra 1 mfd. 1134 kath. lak. Kath. paroch. templom. Határja egészen róna, s 1-ső osztálybeli; rétje, legelője kövér; bora elég; halászatja a Dunában, kivált vizára nagy fontosságu. F. u. az esztergomi káptalan. A lakosok birnak 1643 hold első, 821 1/2 hold második osztályu szántóföldet, 343 1/2 h. rétet, 750 1/2 kapa szőlőt."
A trianoni békeszerződésig Esztergom vármegye Párkányi járásához tartozott. 1976-ban Párkányhoz csatolták és csak 1999-ben lett újra önálló község.

## Népessége
| Év:            | 1994. | 2004. | 2014.   | 2024.   |
| -------------- | ----- | ----- | ------- | ------- |
| Emberek száma: | 0     | 1147  | 1159    | 1143    |
| Eltérés:       |       | –     | +1,04 % | -1,38 % |

| Év:            | 2023. | 2024.   |
| -------------- | ----- | ------- |
| Emberek száma: | 1135  | 1143    |
| Eltérés:       |       | +0,70 % |

1880-ban 1408 lakosából 1334 magyar és 5 szlovák anyanyelvű volt.
1890-ben 1468 lakosából 1462 magyar és 2 szlovák anyanyelvű volt.
1900-ban 1588 lakosa mind magyar anyanyelvű volt.
1910-ben 1499 lakosából 1493 magyar és 4 szlovák anyanyelvű volt.
1921-ben 1656 lakosából 1593 magyar és 62 csehszlovák volt.
1930-ban 1666 lakosából 1510 magyar és 115 csehszlovák volt.
1941-ben 1647 lakosából 1537 magyar és 2 szlovák volt.
1970-ben 1451 lakosából 1283 magyar és 155 szlovák volt.
2001-ben 1165 lakosából 1026 magyar és 119 szlovák nemzetiségű.
2011-ben 1174 lakosából 931 magyar és 170 szlovák nemzetiségű.
2021-ben 1141 lakosából 821 (+31) magyar, 195 (+28) szlovák, 3 (+2) cigány, 9 egyéb és 113 ismeretlen nemzetiségű volt.

## Neves személyek
- Itt született 1935. augusztus 22-én Szőcs Ferenc fizikus, tudományos kutató.[10]
- Itt született 1926-ban Kónya Kálmán szlovákiai magyar fotóművész.
- Itt született 1906-ban Buga László (1906-1988) orvos, egészségügyi szakíró édesapja Ebeden volt tanító, majd iskolaigazgató. Emléktábláját 2006-ban helyezték el a kultúrház falán.
- Itt szolgált Haiczl Kálmán plébános, történetíró, egyháztörténész, levéltáros.
- Itt szolgált Herodek Antal (1872-1951) főesperes, plébános.
- Itt szolgált Burián László ebedi plébános a második világháború utáni felvidéki magyarüldözések éveiben önként követte Csehországba hurcolt híveit. Helytállásáért 2009-ben Budapesten Kisebbségekért díjjal tisztelték meg.
- Itt gyűjtött népdalokat a Kisfaludy-társaságnak Majer István nagyprépost, pedagógus.

## Nevezetességei

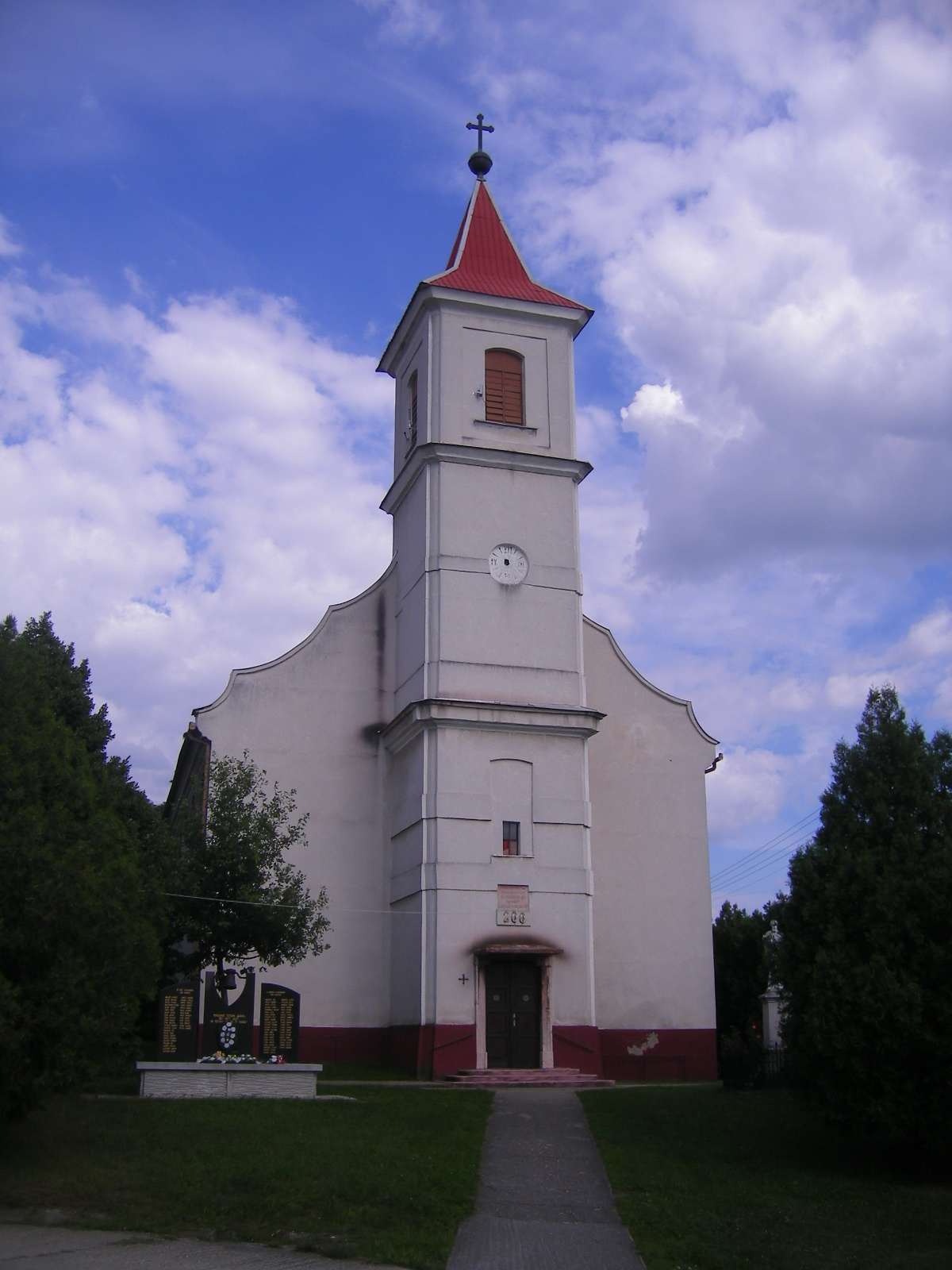
A Szent István-templom

- Szent István király tiszteletére szentelt római katolikus templomát 1730 és 1732 között Illyés János esztergomi kanonok építtette, tornya 1755-ben épült. Legutóbb 1991-ben újították.
- A temetőben 1862-ben épített romantikus kápolna látható.
- A katolikus templom előtt áll a két világháború áldozatainak emlékműve, melyet 2001. május 8-án állítottak.
- A Millenniumi emlékoszlop a katolikus templom melletti parkban áll.
- Ebed igen gazdag szakrális kisemlékekben:
  - Angyalszobor – Szabó Miklós és felesége állíttatták 1906-ban, 1949-ben felújították.
  - Szentháromság-szobor – a községháza előtt áll.
  - Szent József szobra a templom előtt található; Szabó József és Góra Anna emeltette 1913-ban.
  - Szent Vendel szobrát 1886-ban emeltette Góra Ignácné, jelenleg[11] helyreállításra szorul.
  - Az István király utcában álló feszületet Gáll Mihály állíttatta eredetileg a temetőben, 1923-ban került mostani helyére.
  - A főút mellett álló feszületet 1873-ben állíttatta Semseji Katalin.

## Képtár

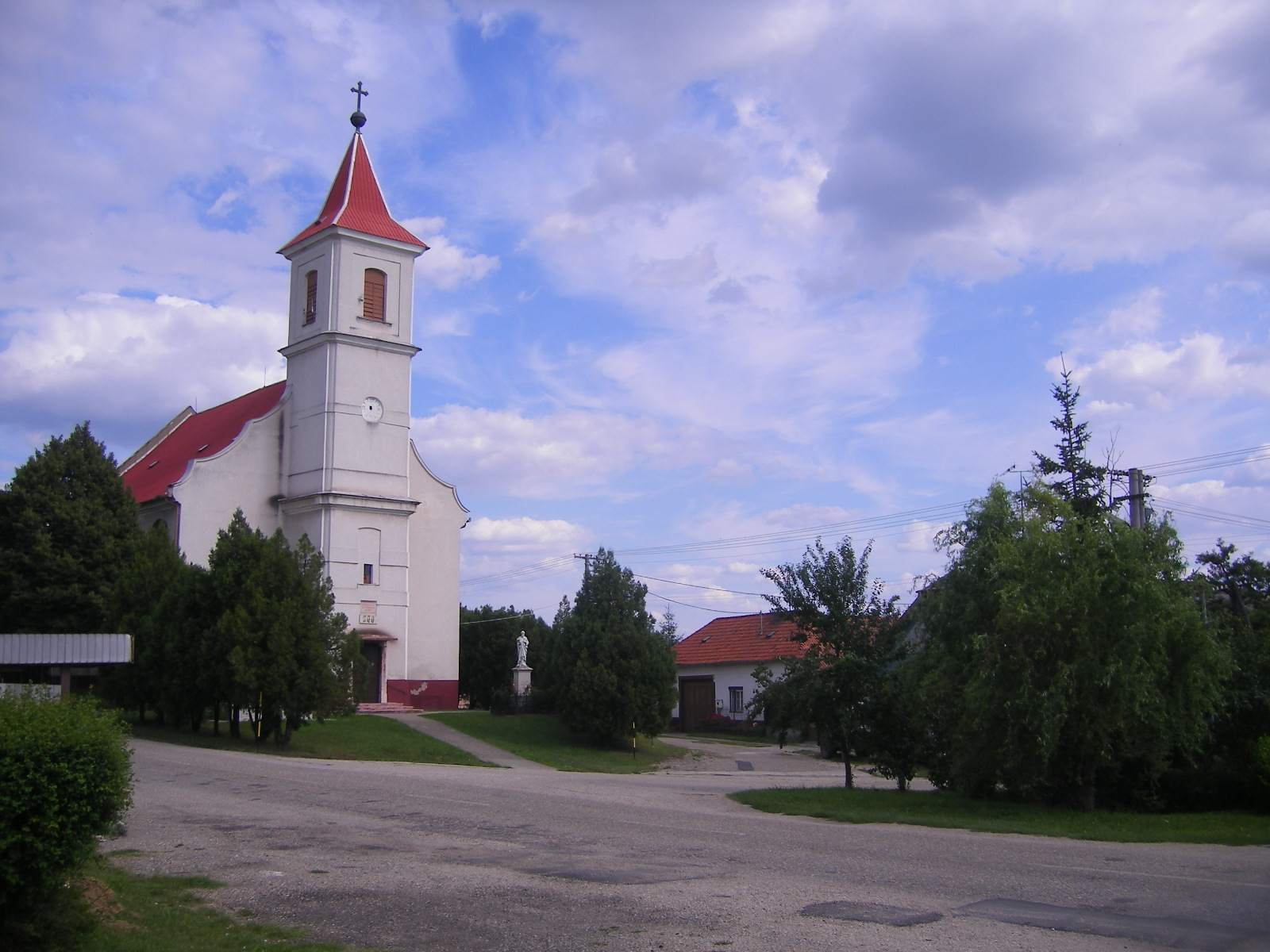
A falu központjában
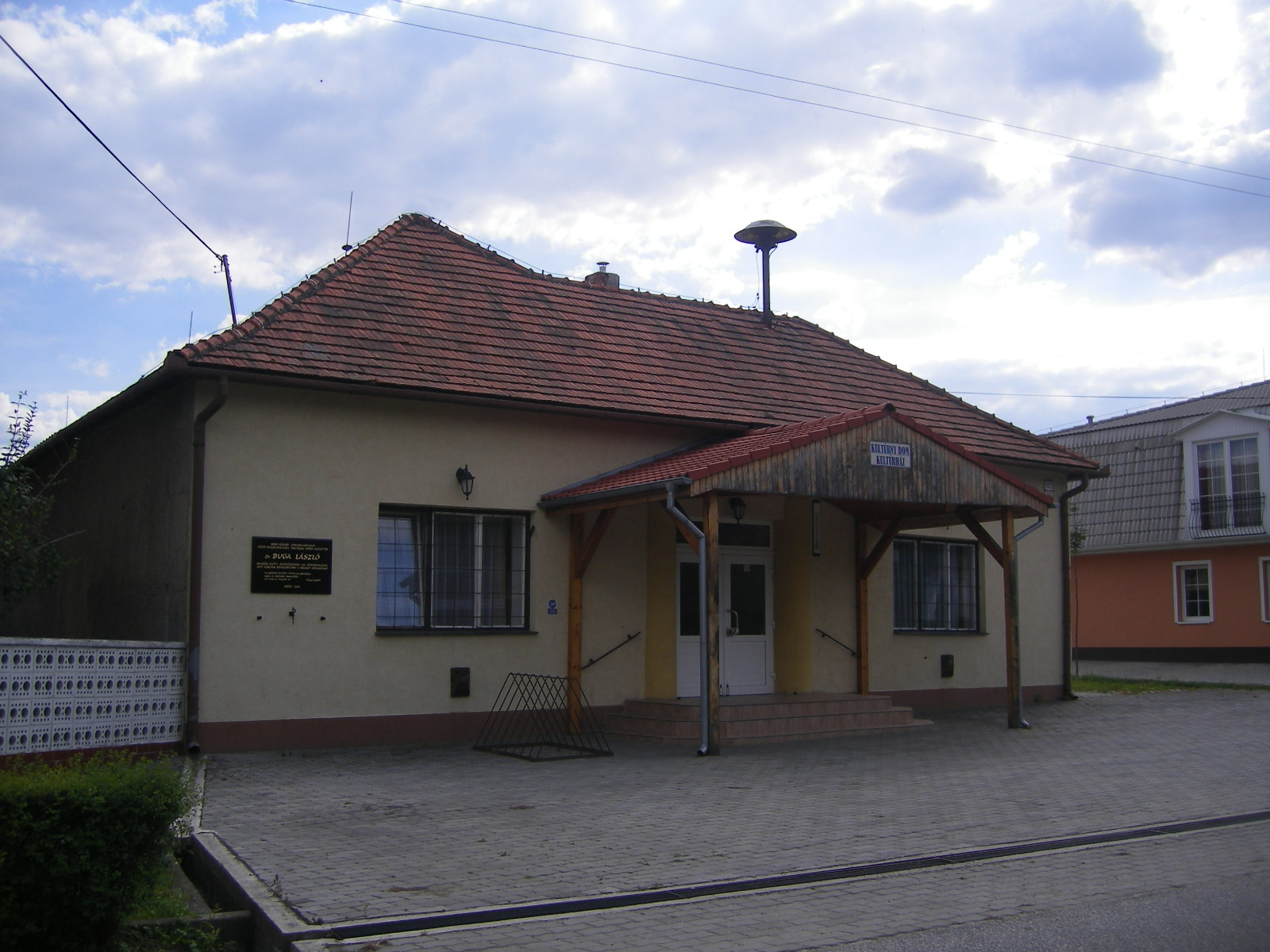
A kultúrház
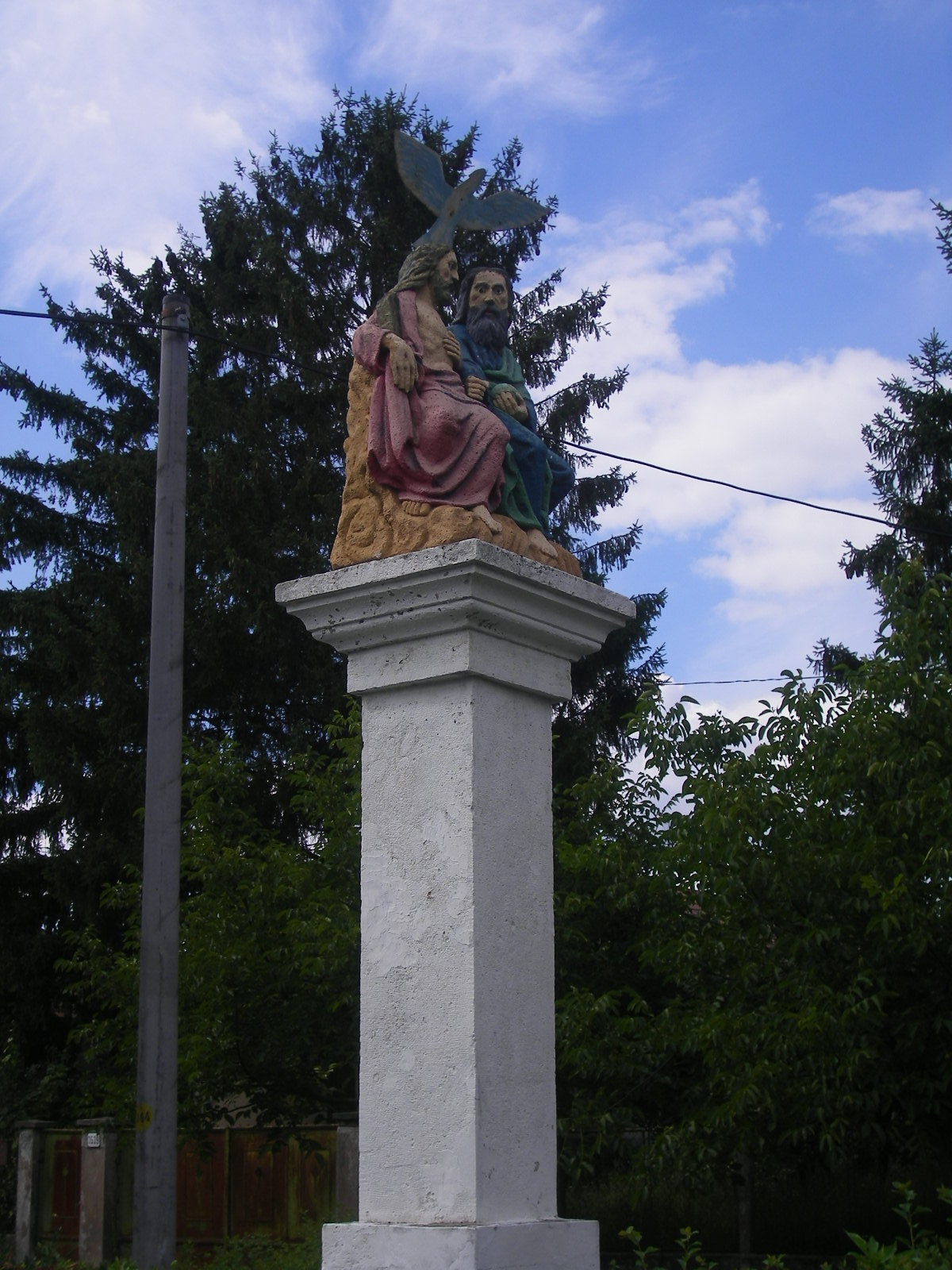
Szentháromság-szobor
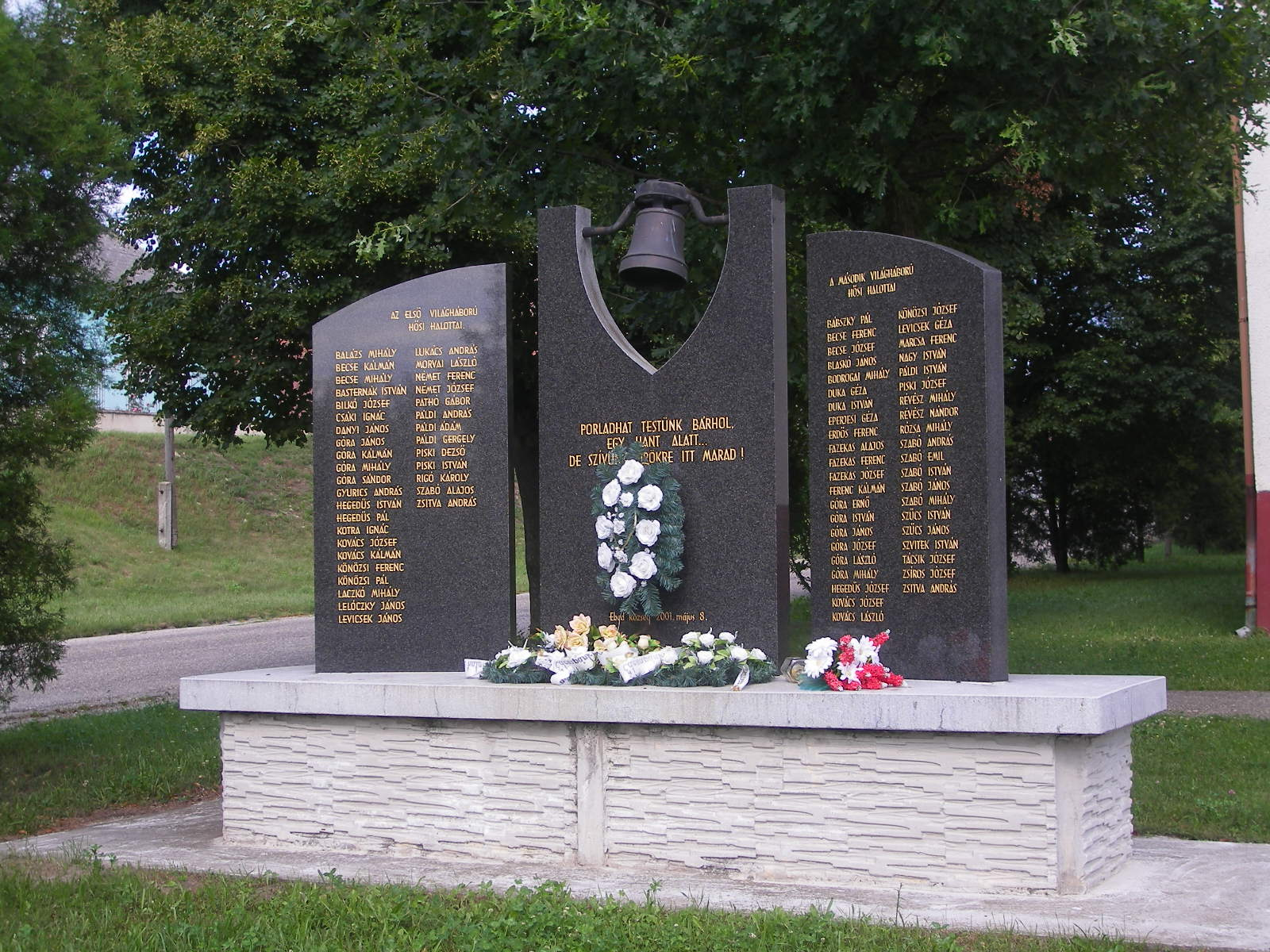
A két világháború áldozatainak emlékműve
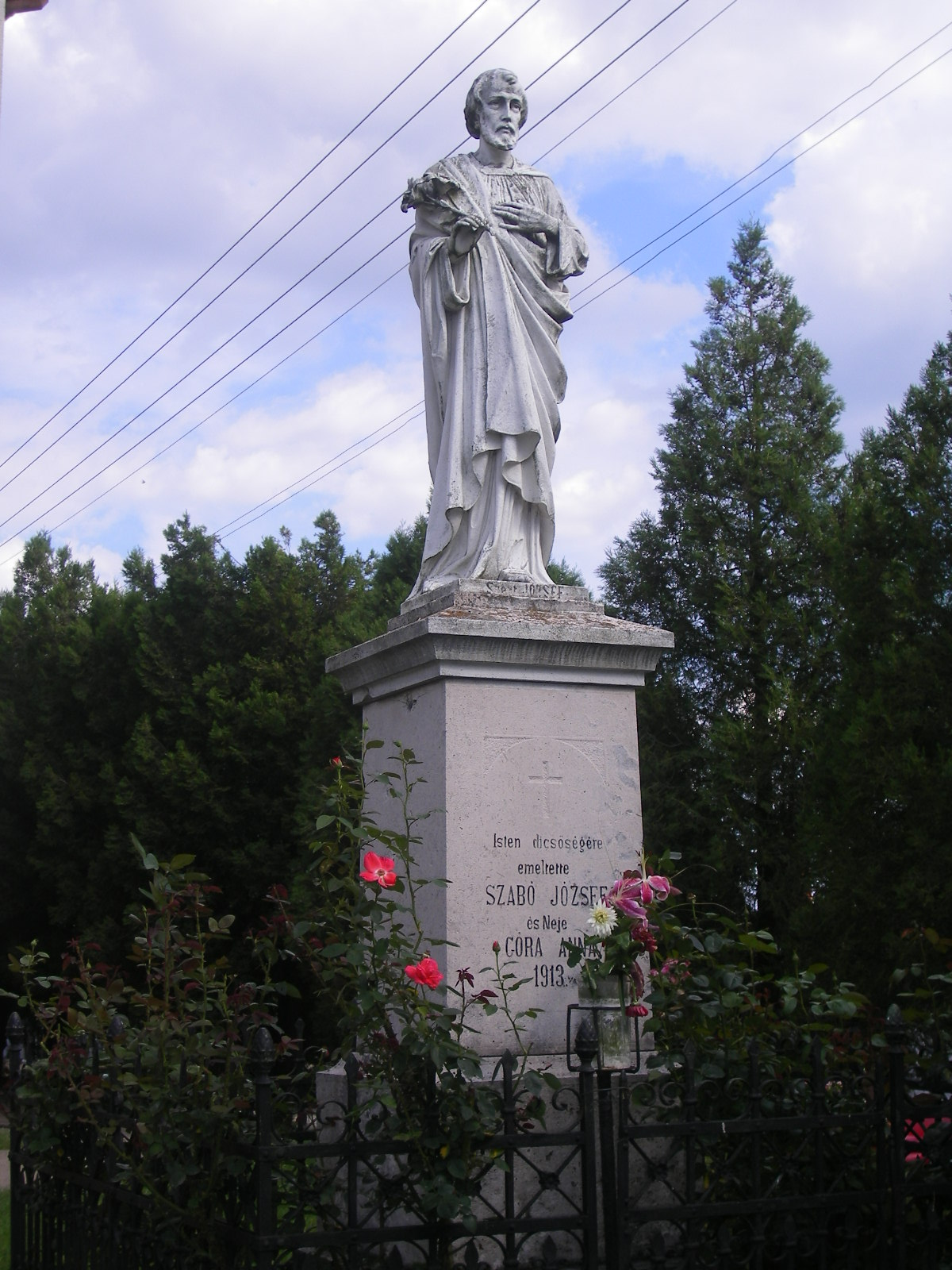
Szent József szobra
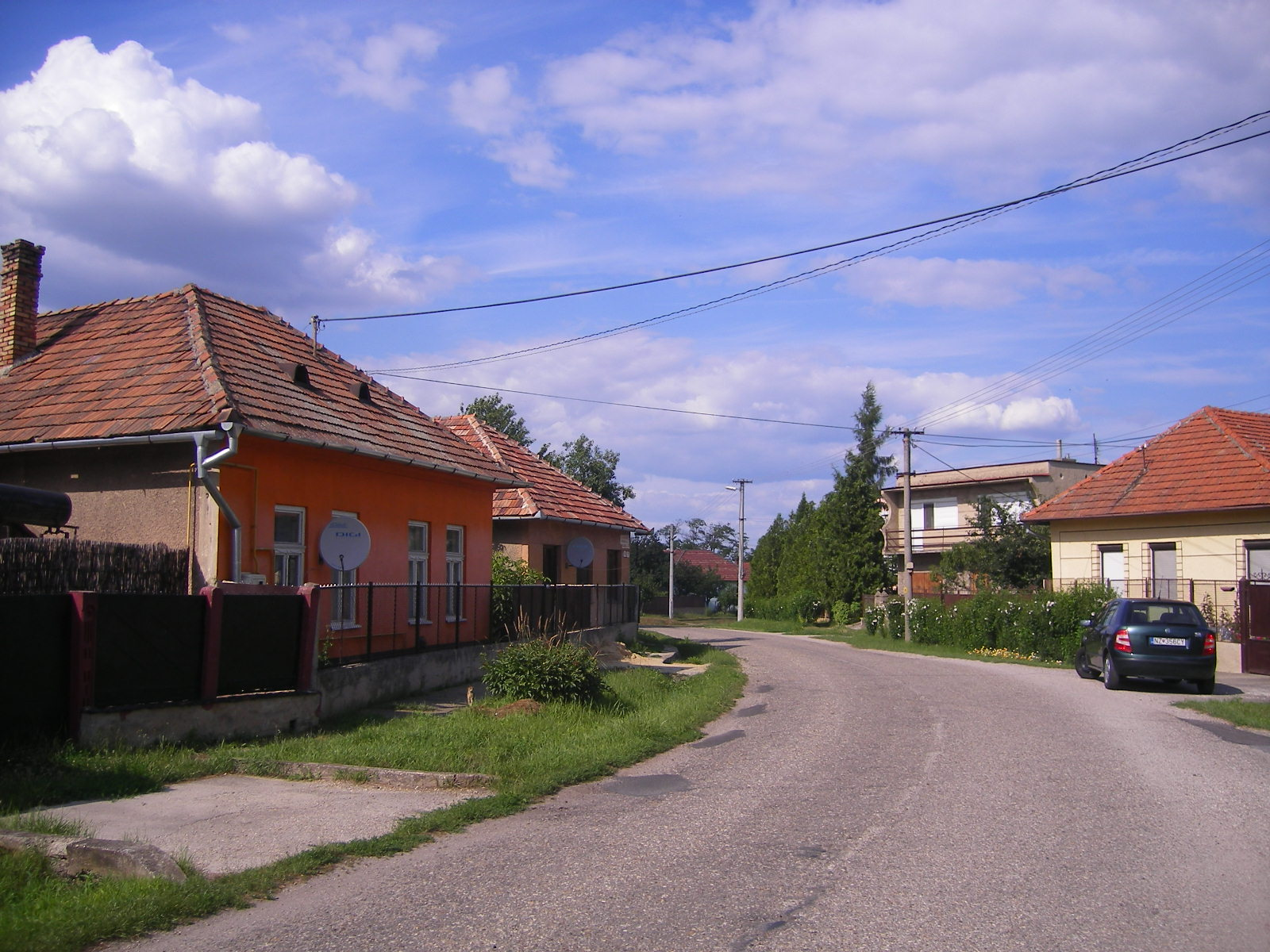
Ebedi utcakép
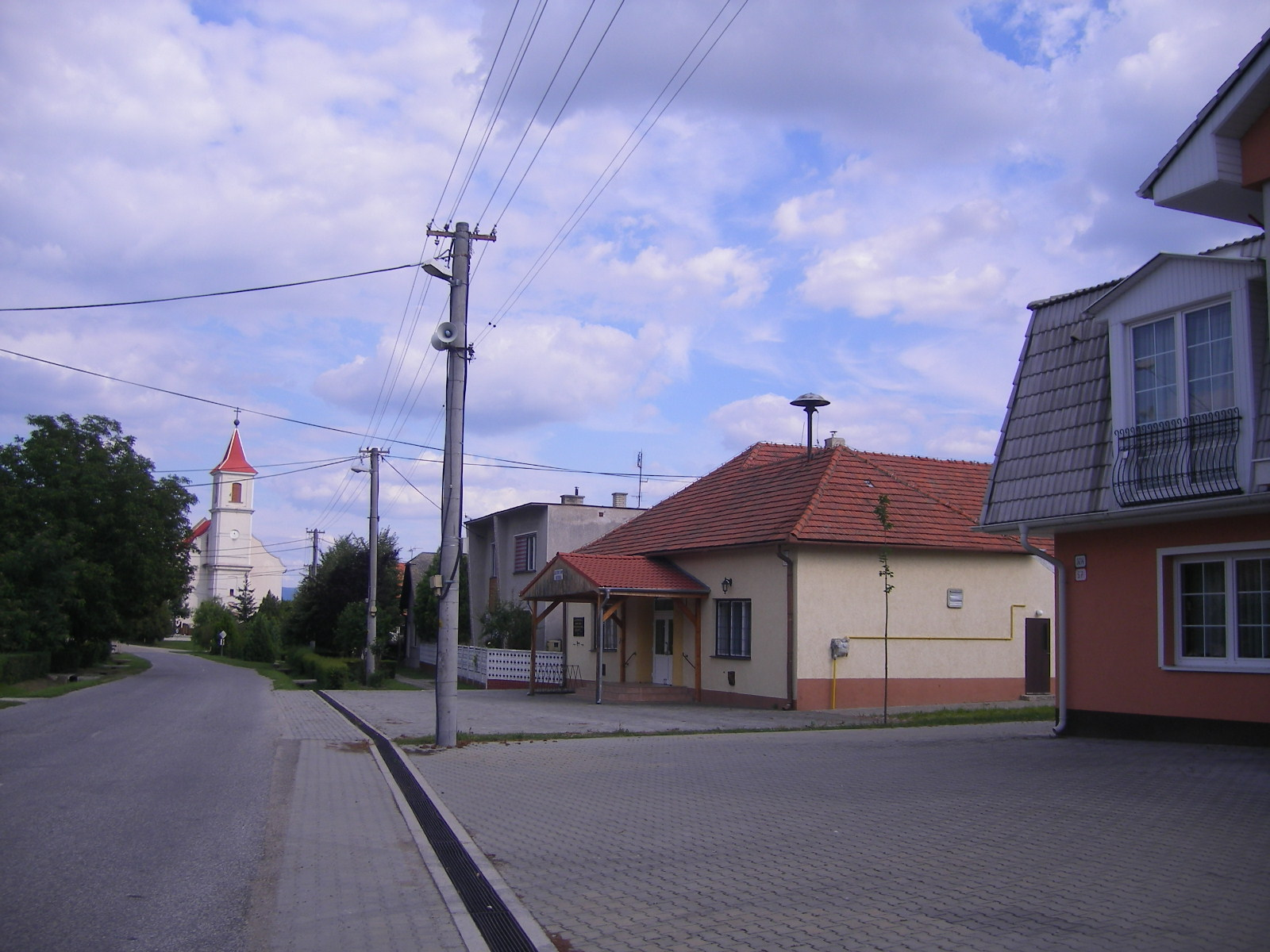
Utcakép
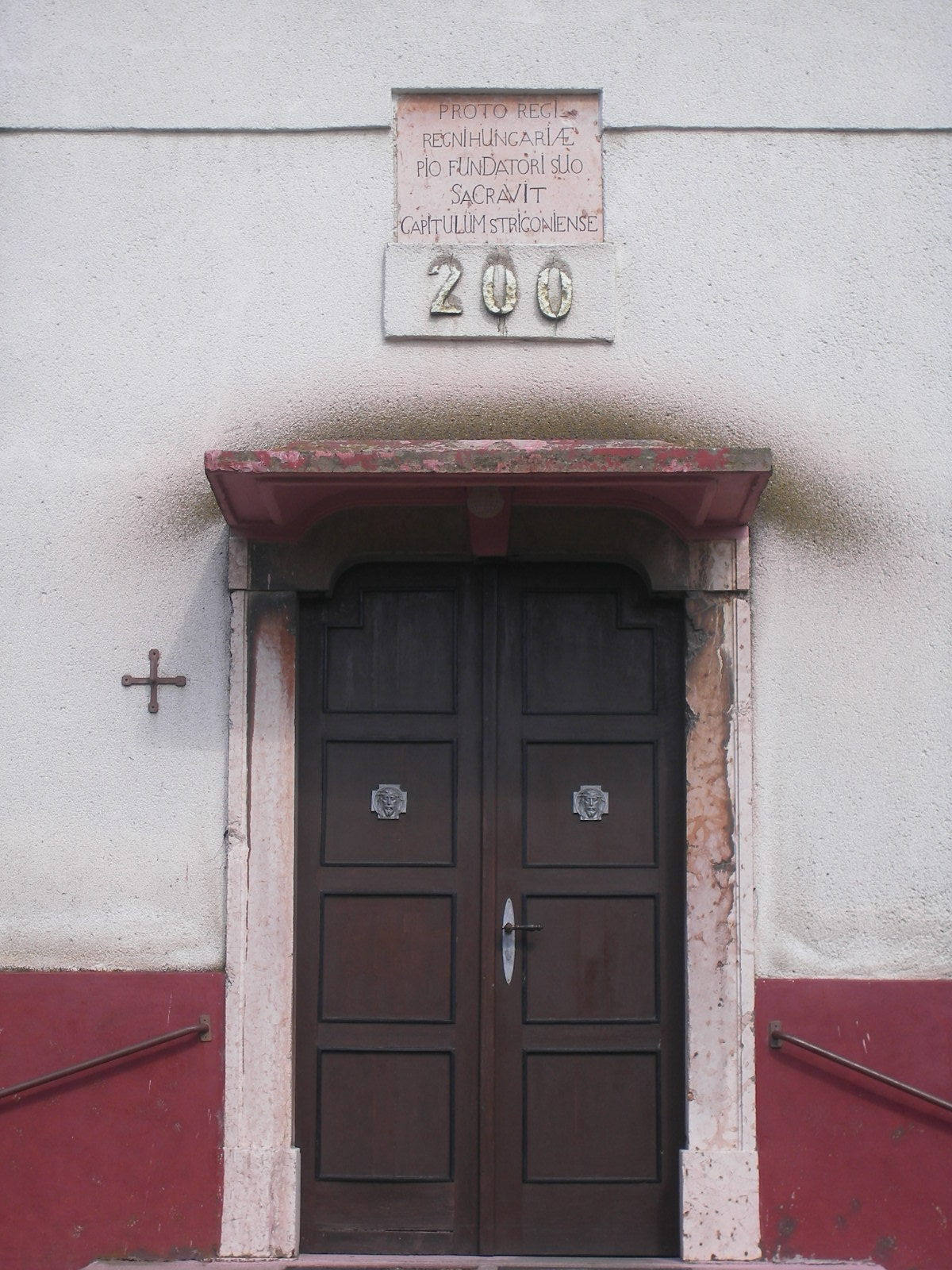
A katolikus templom bejárata
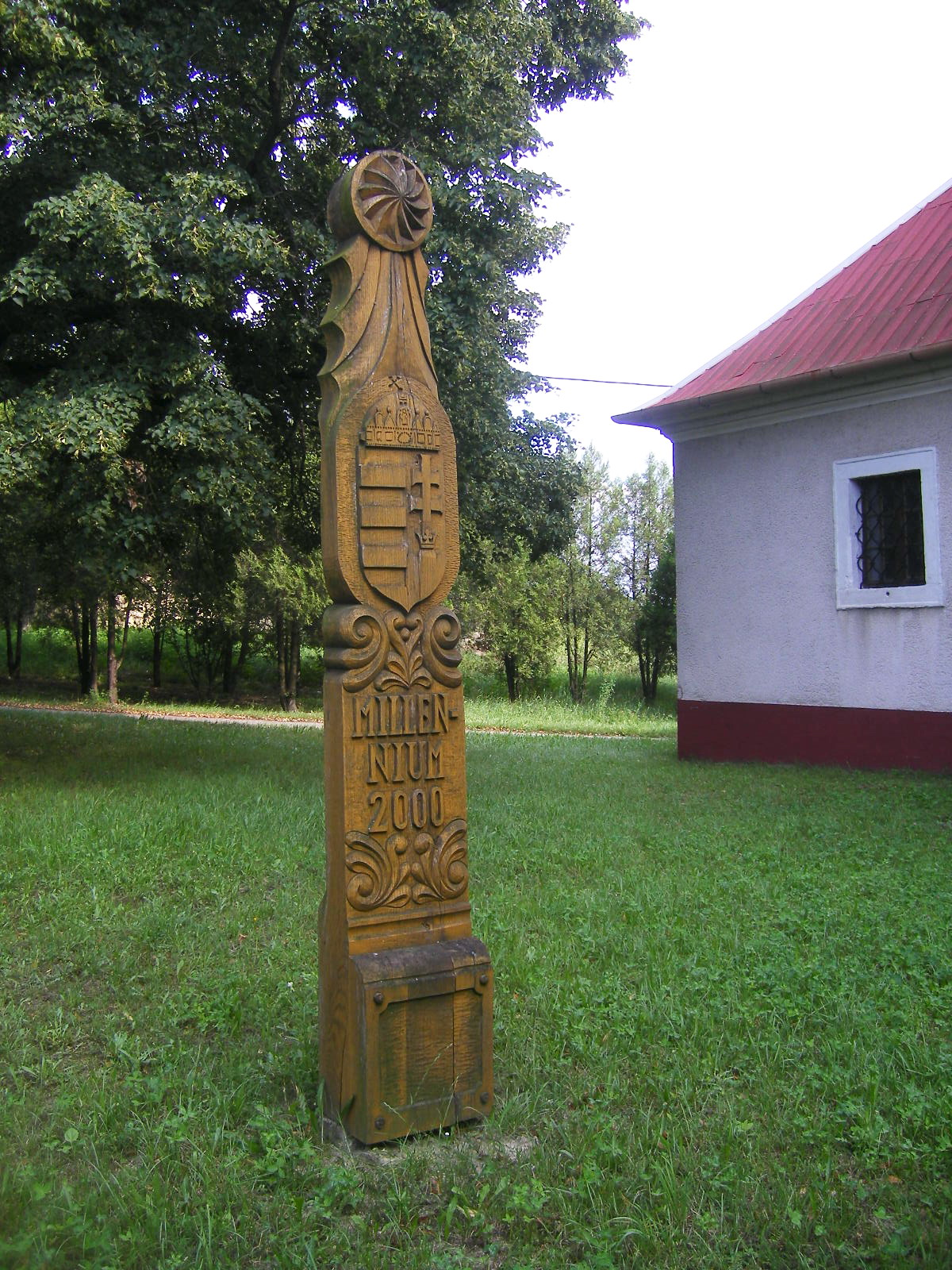
A millenniumi emlékoszlop
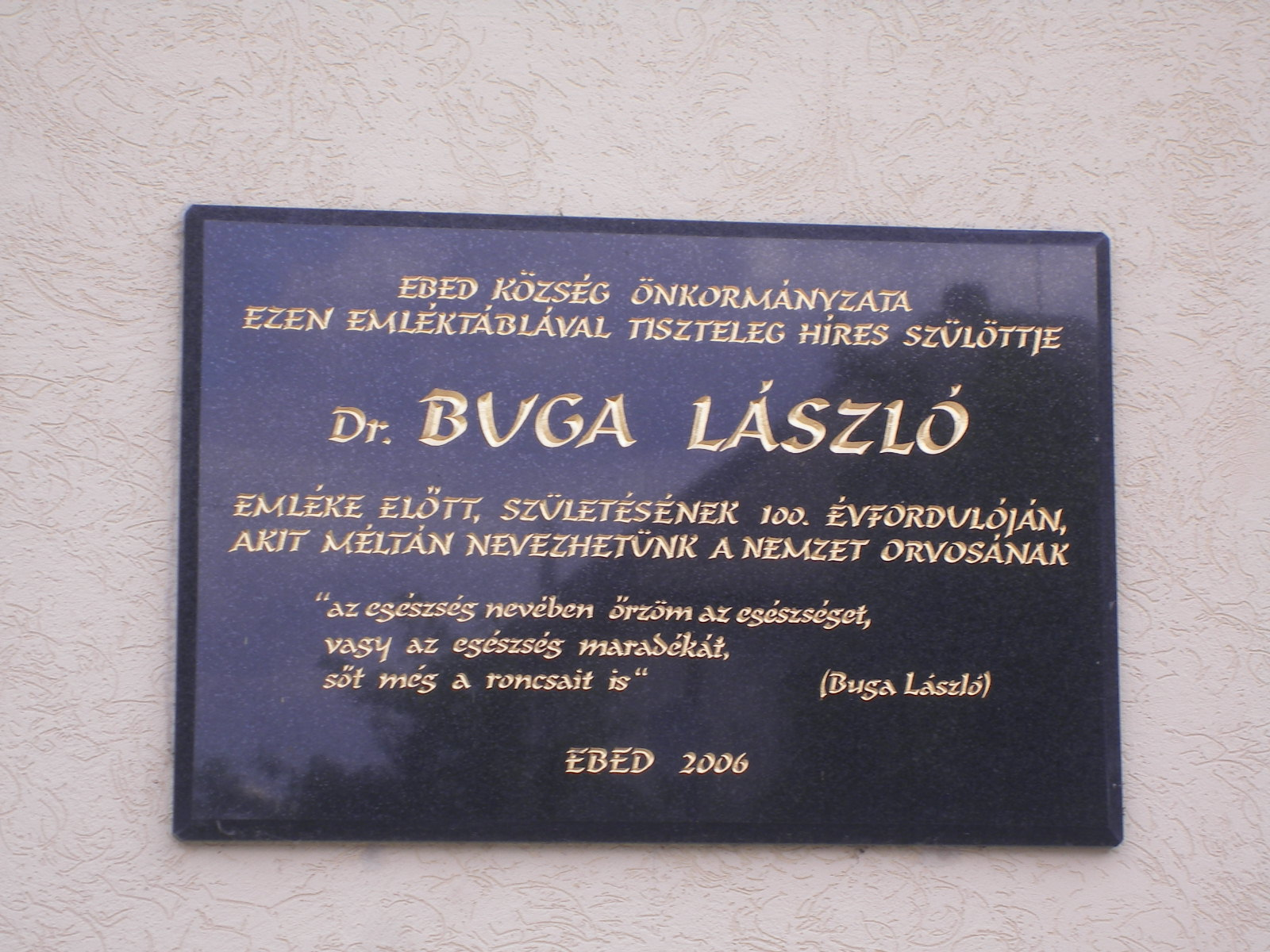
Buga László emléktáblája
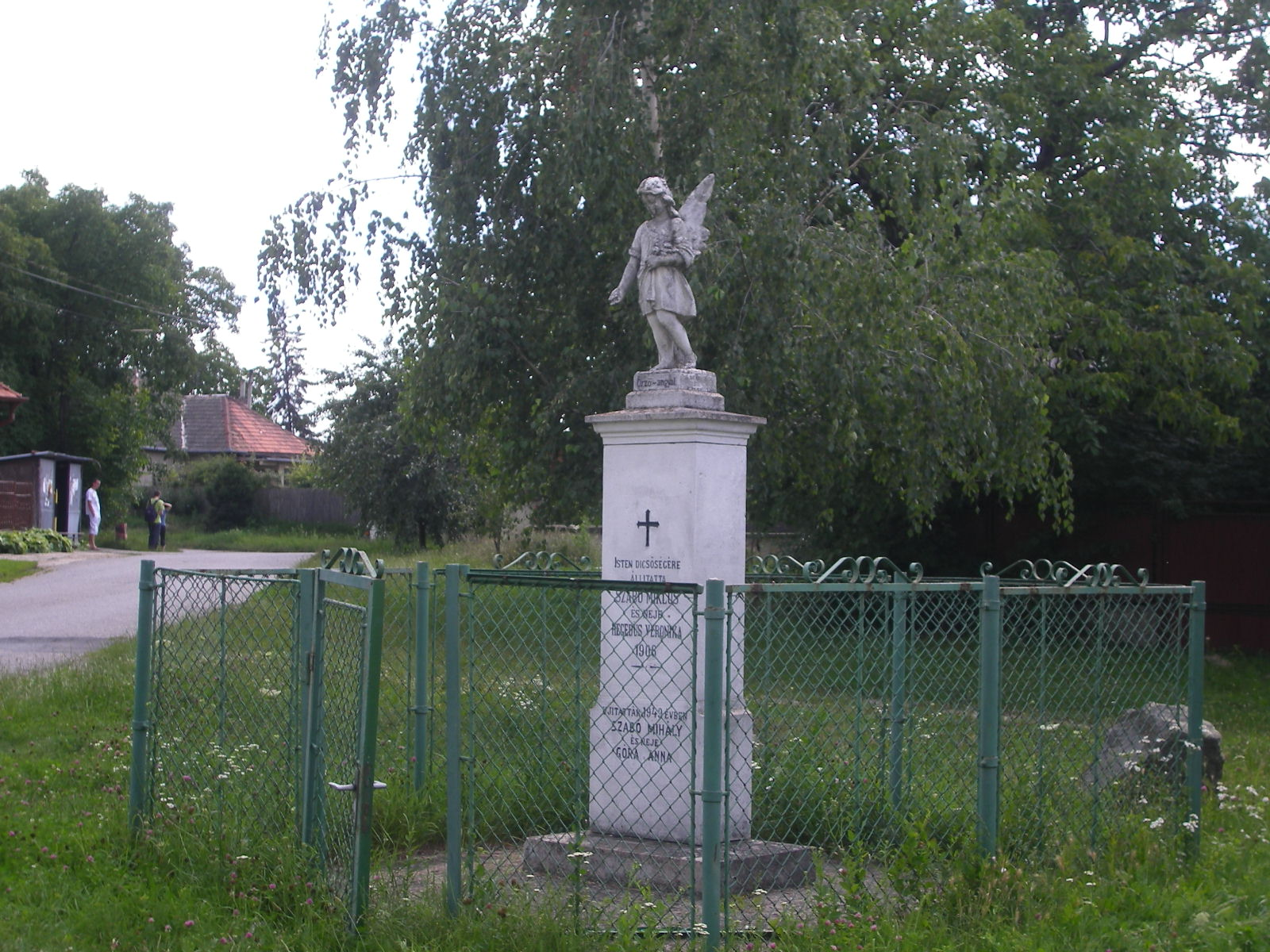
Az Őrangyal-szobor
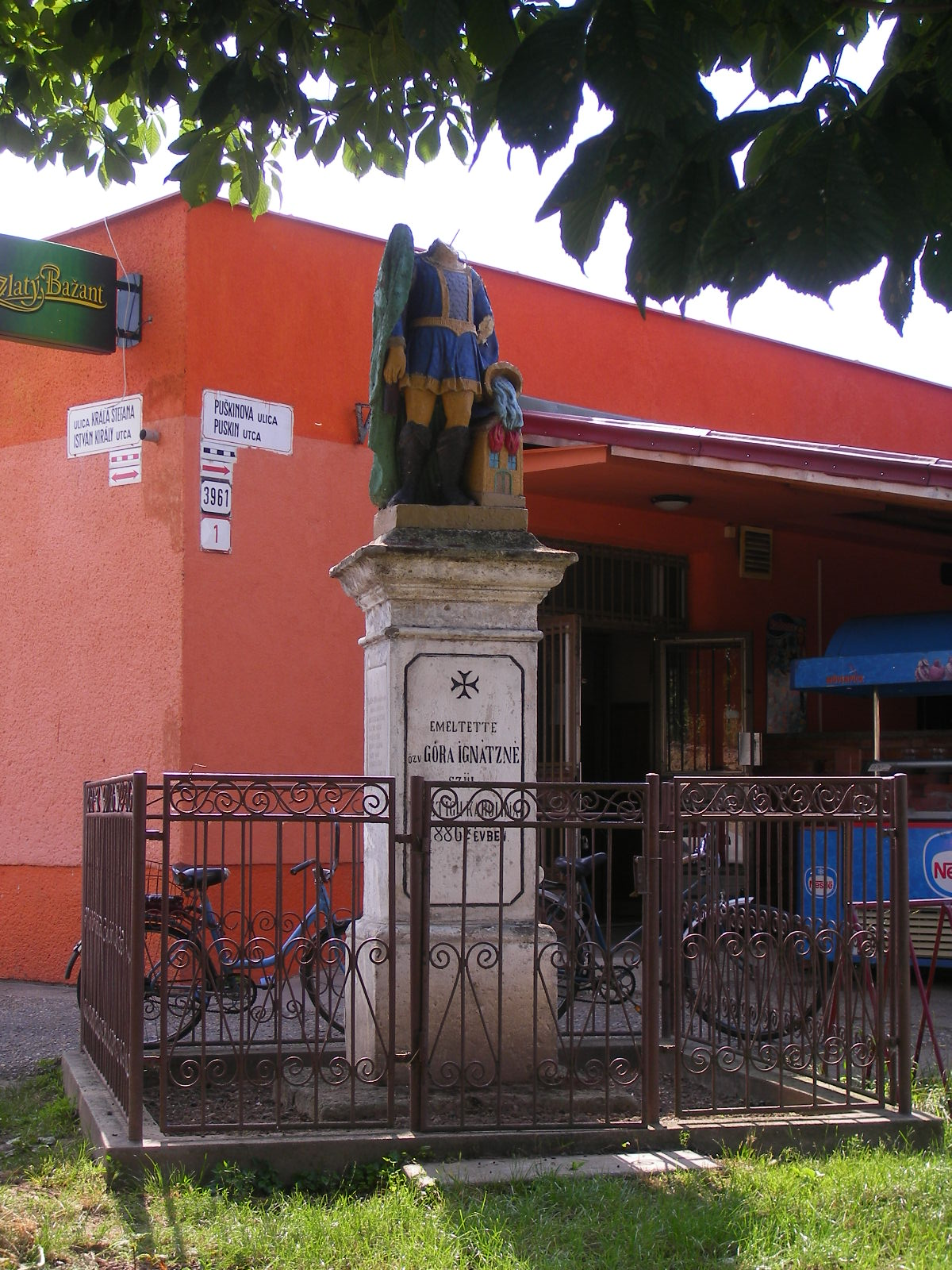
Szent Flórián szobra
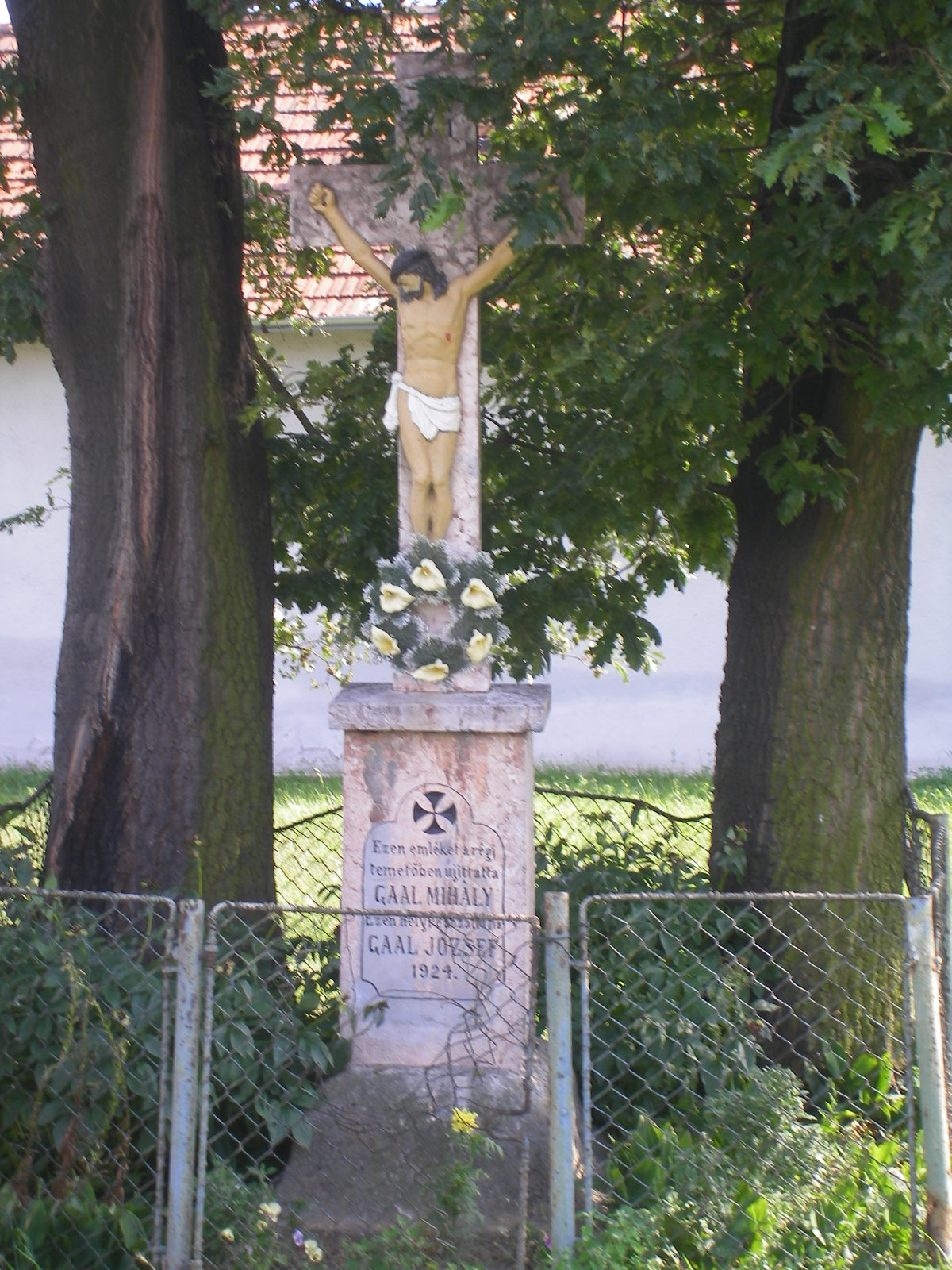
Feszület az István király utcában
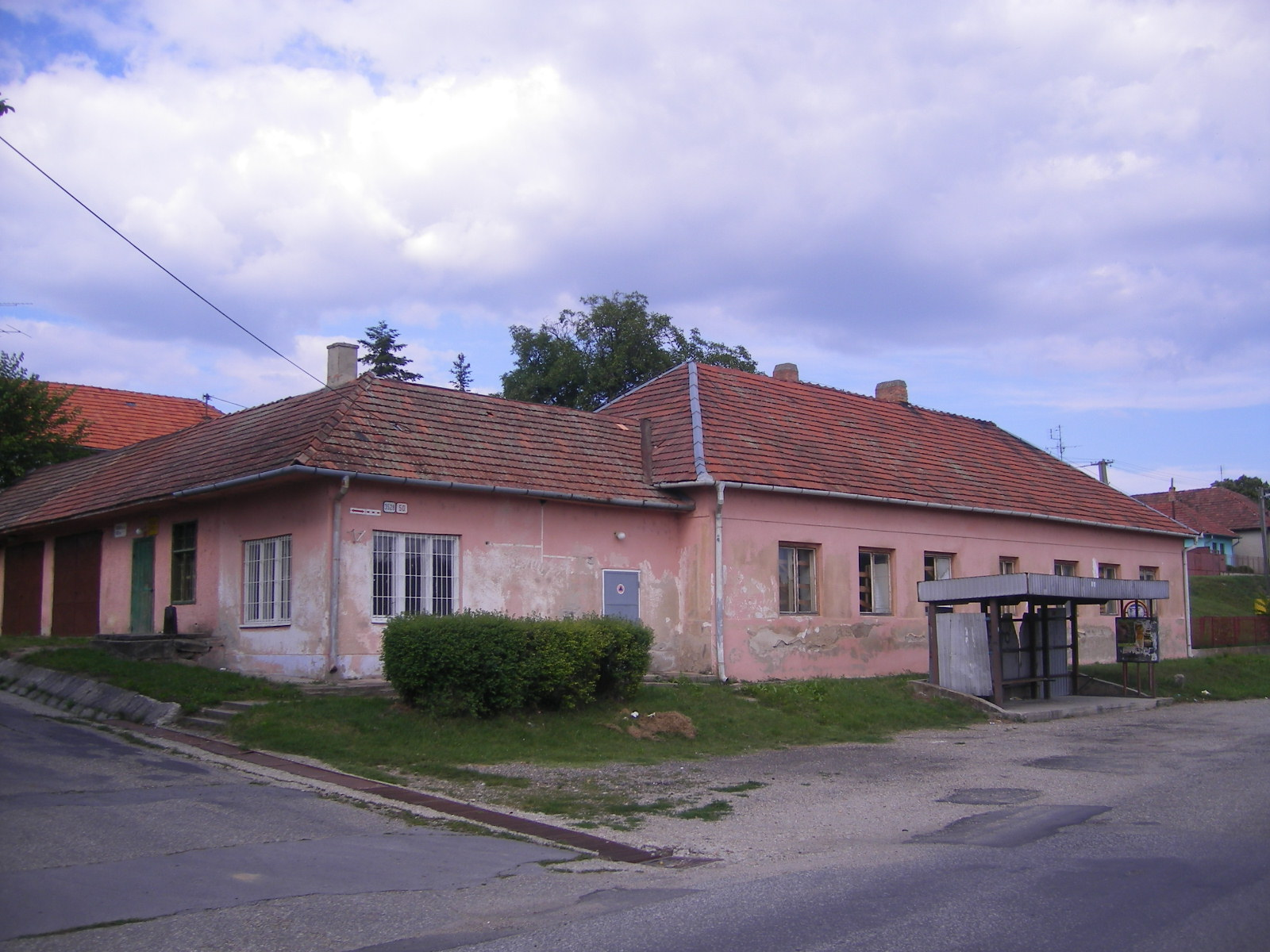
Tűzoltóság
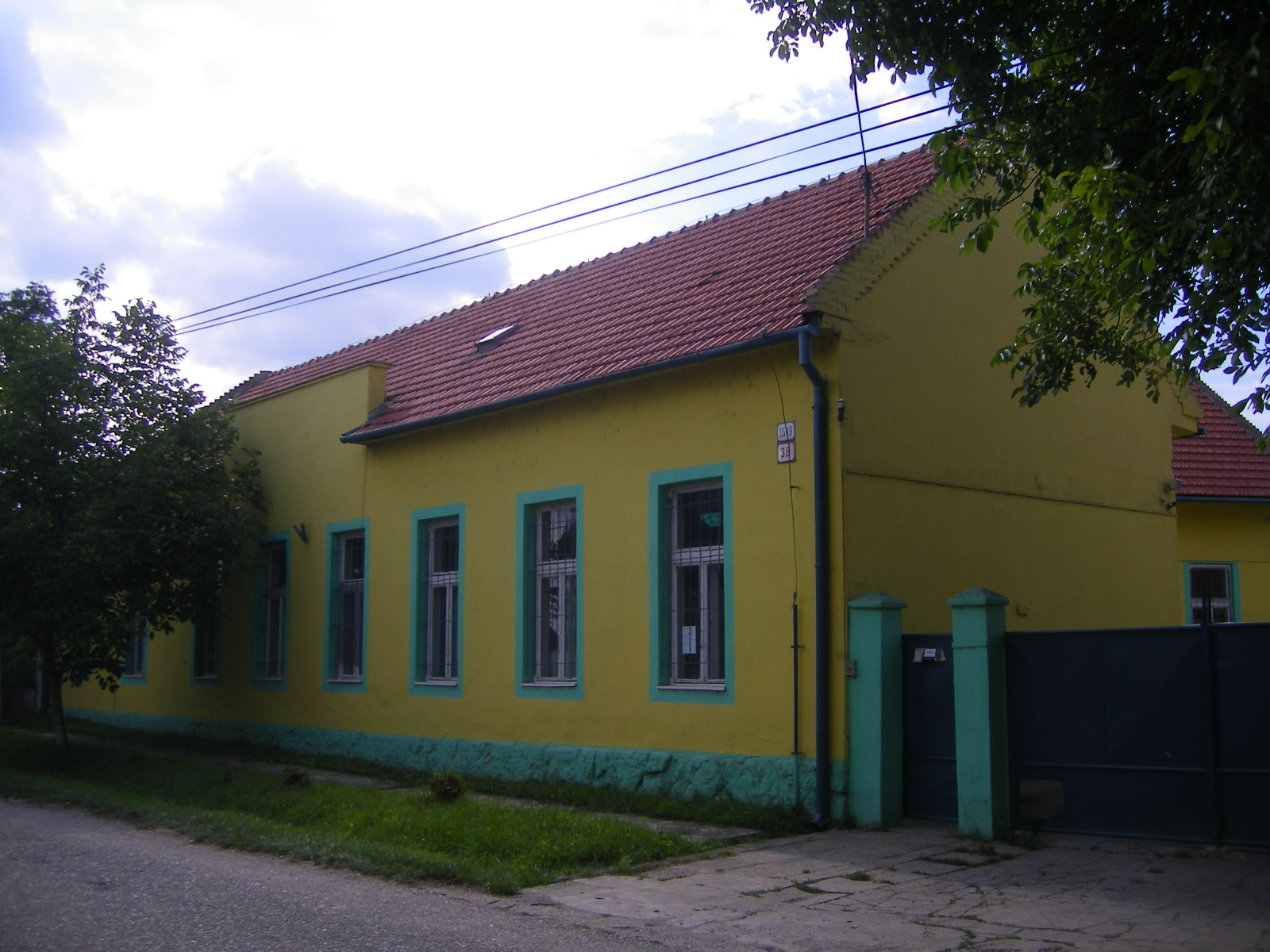
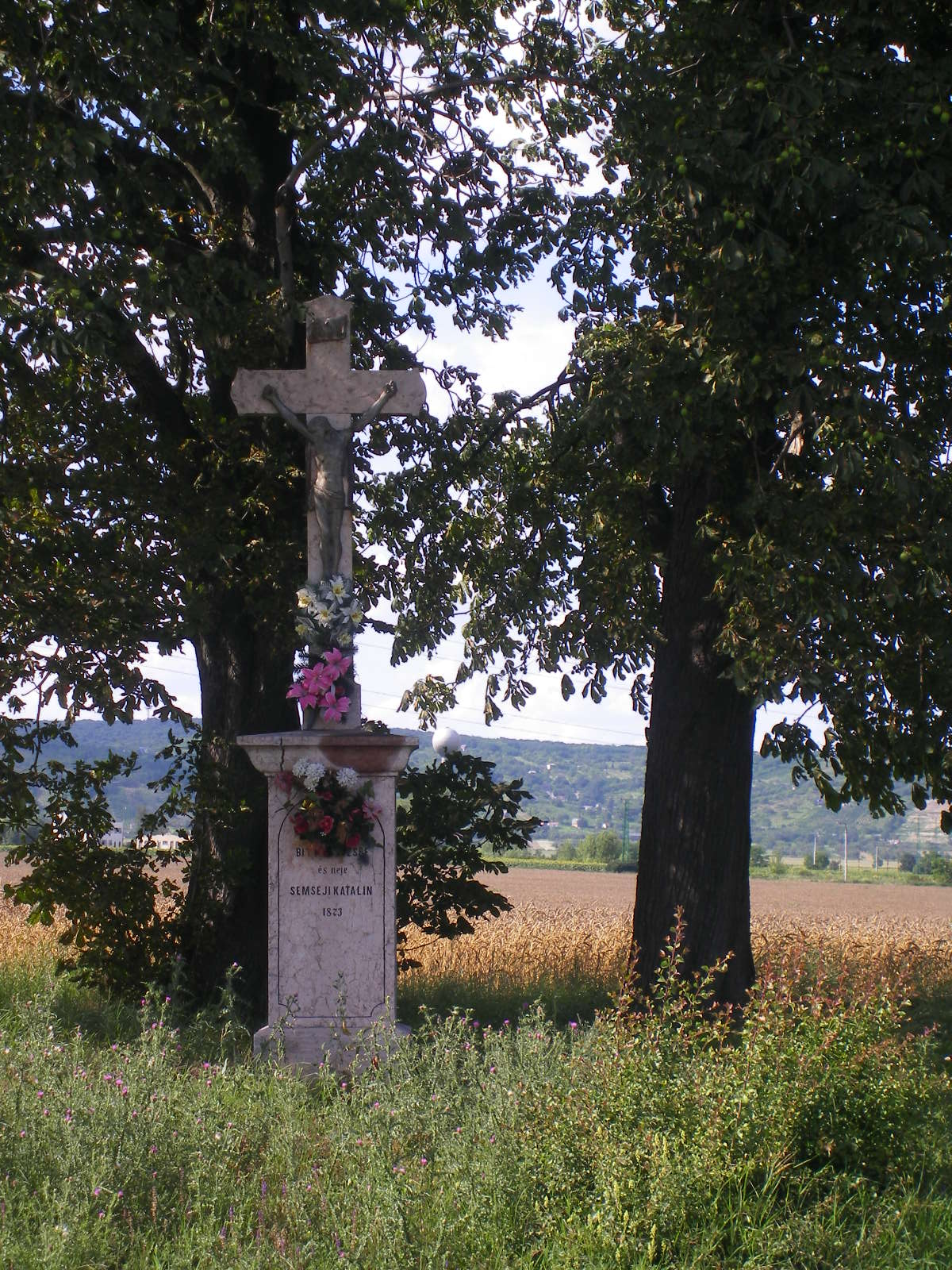
Feszület a főút mellett
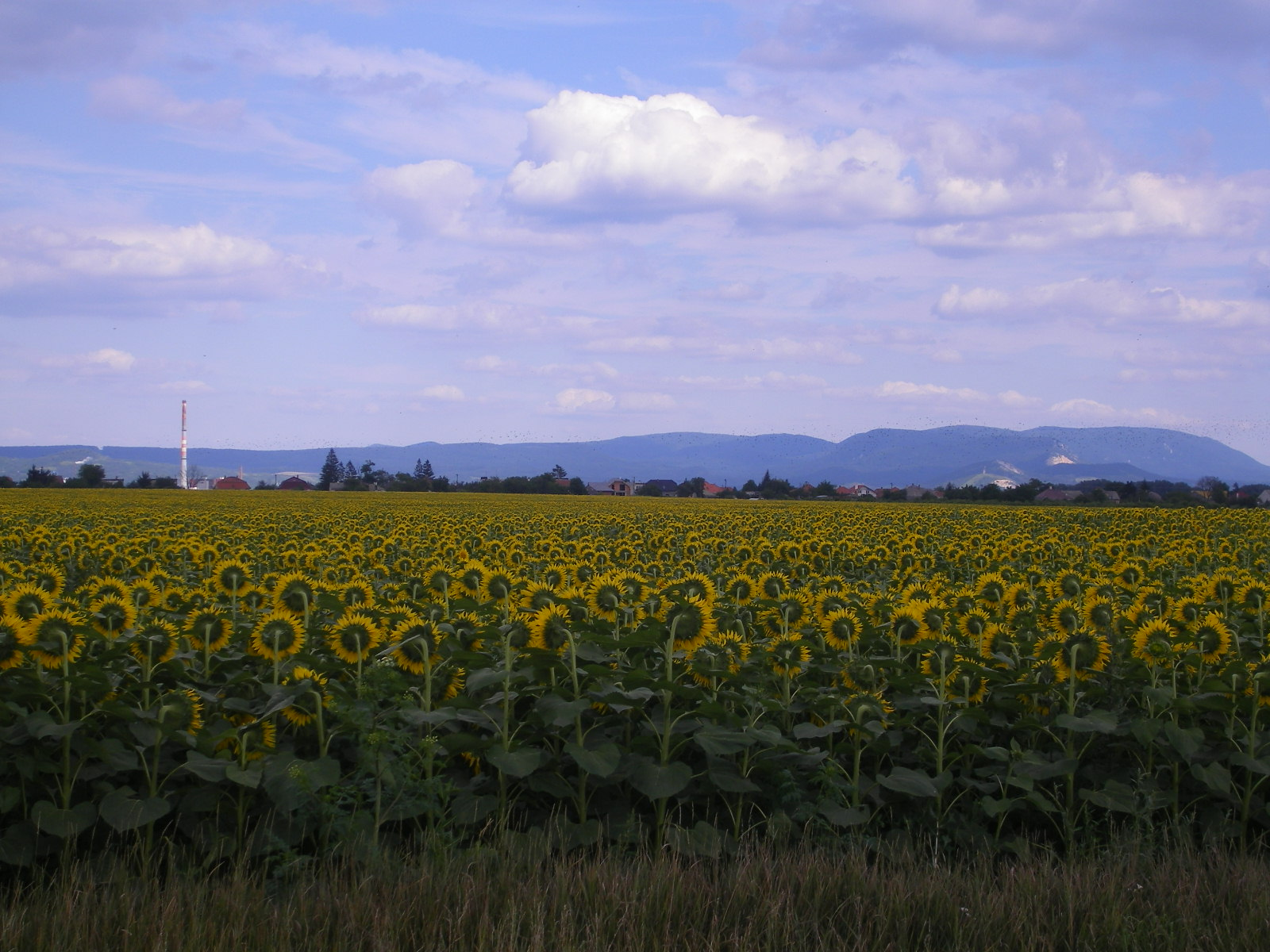
Tájkép Ebed közelében